# Directed by Robert B. Weide

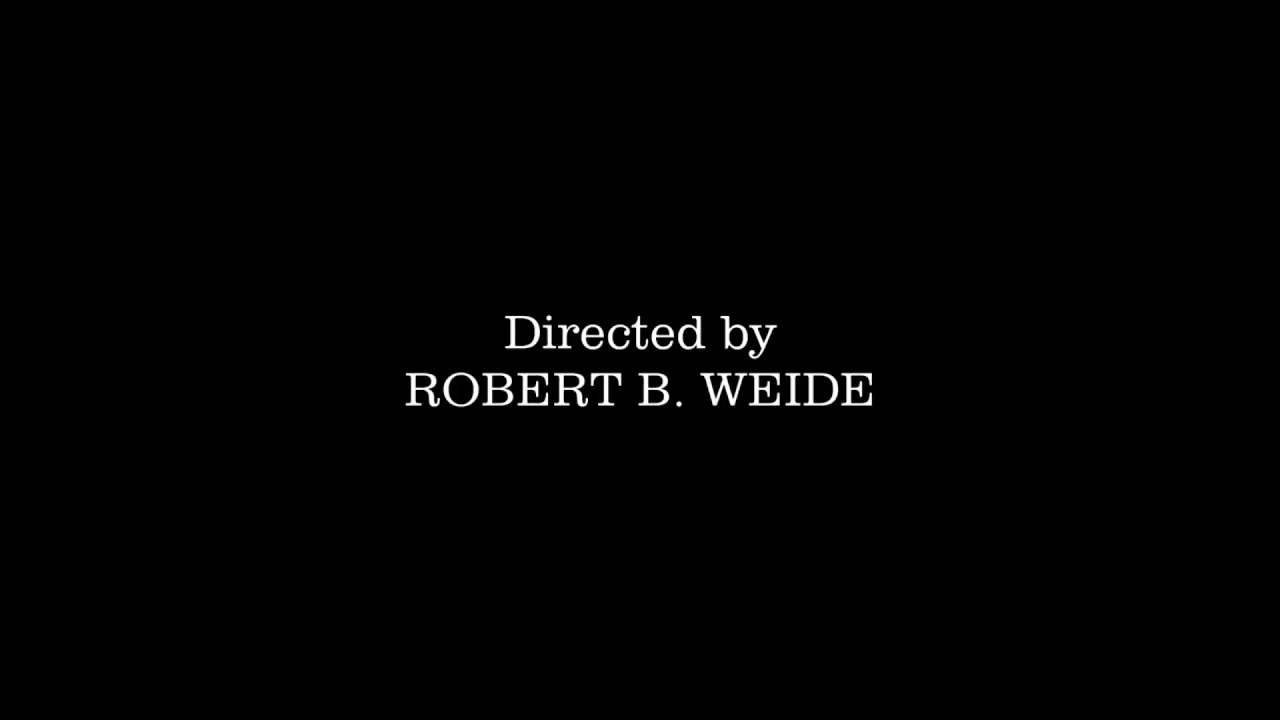
«Directed by Robert B. Weide»

Directed by Robert B. Weide — відеомем із титрами «Directed by Robert B. Weide». Також використовується як графічний мем. Мем вставляють в інші відео, які закінчуються несподіваним і комічним чином.

## Значення
Мем являє собою ролик, в якому на чорному тлі йдуть титри з перерахуванням творців американського серіалу Curb your enthusiasm («Угамуй свій запал»), режисером якого був Роберт Вайд. Першим йде напис: «Directed by Robert B. Weide». Також важливою в цьому уривку є музика, яка характерна для старих комедій. Мелодію написав композитор Лучіано Мікеліні, вона називається «Жвавість» (Frolic).
Серіал зазвичай закінчувався комічними неочікуваними ситуаціями.
Мем використовується в реміксах, пародіях для того, щоб підкреслити комічність відео.